# 哈丁斯堡 (印地安納州)
哈丁斯堡（英語：Hardinsburg）是一個位於美國印地安納州華盛頓縣的城鎮。

## 人口
根據2010年美國人口普查的數據，哈丁斯堡的面積為5.28平方千米，當中陸地面積為5.27平方千米，而水域面積為0.01平方千米。當地共有人口248人，而人口密度為每平方千米47人。